# Orden Militar de Guillermo

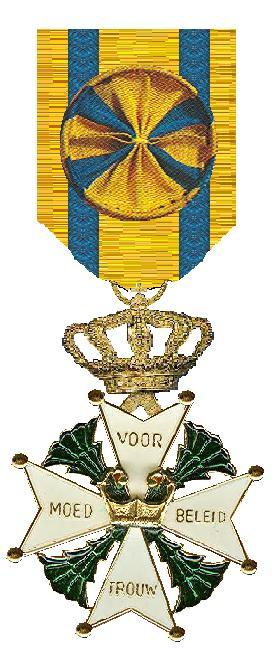
Cruz de Caballero de 3ª clase

La Orden militar de Guillermo (en neerlandés: Militaire Willems-Orde), abreviado MWO, es el honor más antiguo y más alto del Reino de los Países Bajos. La Orden lleva el nombre de san Guillermo de Gellone (755–814), el primer príncipe de Orange. El lema de la Orden es Voor Moed, Beleid en Trouw (‘Por valentía, liderazgo y lealtad’). La orden caballeresca fue establecida el 30 de abril de 1815 por el rey Guillermo I y fue presentada por hazañas de excelente valentía en el campo de batalla y como una decoración meritoria para oficiales militares de alto rango. Comparable con la Legión de Honor francesa, aunque concedida con menor frecuencia, la Orden Militar de Guillermo es una orden de mérito de caballería abierta a todos, independientemente de su rango y nobleza, y no solo al ejército neerlandés sino también a los extranjeros. Hasta la fecha, la membresía de la Orden rara vez se otorga y solo por su excelente valentía en la batalla.
La orden de Guillermo puede ser otorgada a cualquier individuo sin tener en cuenta su rango de nobleza o su clase social, tanto a ciudadanos neerlandeses como extranjeros.
En 1940, se decidió concederla a civiles que habían realizado actos heroicos en la Resistencia. Después de la liberación de las Indias Orientales Neerlandesas, varios hombres y una mujer de la resistencia recibieron la Orden Militar de Guillermo.

## Historia
La mayoría de los caballeros de la Orden Militar de Guillermo fueron otorgados en 1815 y poco después a los militares de los aliados que lucharon contra Napoleón en la batalla de Waterloo, en total se otorgaron 1005 caballeros en este momento. La Gran Cruz fue otorgada al príncipe Guillermo de Orange, el duque de Wellington, Fürst Blücher von Wahlstatt, Graf von Bülow von Dennewitz y Graf von Gneisenau.
Durante el siglo XIX, la Orden Militar de Guillermo fue otorgada a los militares que servían en la campaña contra la Revolución Belga y al servicio militar en las Indias Orientales Neerlandesas, principalmente en la Guerra de Aceh. Hasta 1940, un total de 5874 personas habían recibido la Orden Militar de Guillermo. En 1940, la Orden fue otorgada a los soldados que habían servido con un valor extremo en la defensa de los Países Bajos del ataque del 10 de mayo por parte de Alemania nazi. En 1944 y 1945, con la liberación de los Países Bajos de la ocupación alemana, se otorgó nuevamente la Orden Militar de Guillermo, esta vez a ciudadanos neerlandeses, así como a miembros de las Fuerzas Aliadas por actos de galantería. De los 3500 militares que sirvieron en el Destacamento de las Naciones Unidas de los Países Bajos en Corea, tres militares, dos a título póstumo, fueron admitidos en la Orden. Desde 1940, se han agregado 199 nombres al registro de la Orden Militar de Guillermo. El último conflicto que ha sido motivo para otorgar el honor es la guerra en curso en Afganistán.
El 29 de mayo de 2009 se celebró una ceremonia en la que se reunieron los caballeros, en el otorgamiento de la reina Beatriz de la caballería (cuarta clase) de la Orden a Marco Kroon, comandante de pelotón con el Korps Commandotroepen, en el Binnenhof, en La Haya. Kroon fue honrado por su notable valentía, liderazgo y devoción al deber durante su servicio en Afganistán de marzo a agosto de 2006. Los caballeros se reunieron el 4 de diciembre de 2014 en el otorgamiento de la caballería del rey Guillermo Alejandro (cuarta clase) de la Orden en Gijs Tuinman , comandante del Korps Commandotroepen, en el Binnenhof, en La Haya. Los caballeros se reunieron el 31 de agosto de 2018 en el otorgamiento del rey Guillermo Alejandro de la caballería (cuarta clase) de la Orden en Roy de Ruiter, (reserva-) Mayor, Real Fuerza Aérea de los Países Bajos. Lamentablemente, el mayor Kenneth Mayhew, de 101 años en ese momento, no pudo asistir a la ceremonia el 31 de agosto de 2018, lo que explicó en una entrevista transmitida en la Televisión Nacional Neerlandesa durante la ceremonia.

## Grados
Para 1945, existían las siguientes clases de la Orden Militar William.
- Caballero Gran Cruz: lleva la insignia en una faja en el hombro derecho, más la estrella en el pecho izquierdo;
- Comendador: lleva la insignia en un collar, más una cruz de pecho idéntica en el pecho izquierdo;
- Caballero 3ª Clase : lleva la insignia en una cinta con roseta en el pecho izquierdo;
- Caballero 4ª Clase: lleva la insignia en una cinta en el pecho izquierdo.

La Gran Cruz también podría ser otorgada como una presentación excepcional a los jefes de Estado que habían mostrado hazañas de lealtad a los Países Bajos durante la guerra. Solo el presidente de los Estados Unidos Franklin Delano Roosevelt y el rey británico Jorge VI recibieron ese honor. En el siglo XIX, la Gran Cruz a menudo se otorgaba a los monarcas extranjeros como una mera señal de respeto.
La 4.ª clase también podría ser otorgada como una presentación de la unidad a los comandos militares que habían exhibido hazañas de galantería durante la guerra.
| Gran Cruz (banda con medalla y estrella) | Comendador (insignia con collar y estrella) | Caballero 3ª clase (insignia con cinta) | Caballero 4ª clase (insignia con cinta) |
| ---------------------------------------- | ------------------------------------------- | --------------------------------------- | --------------------------------------- |
|                                          |                                             |                                         |                                         |
| Cintas                                   |                                             |                                         |                                         |
|                                          |                                             |                                         |                                         |

## Insignia
La insignia de la Orden es una Cruz de Malta esmaltada en blanco, en plata para la 4ª clase y en dorado para las clases superiores; Una Cruz de Borgoña esmaltada en verde aparece entre los brazos de la Cruz de Malta. El anverso lleva un acero dorado en el centro, y el lema Voor Moed - Beleid - Trouw (Por valentía - Liderazgo - Lealtad) en los brazos de la Cruz de Malta. Tanto la Cruz de Borgoña como el firesteel fueron símbolos de la Casa de Valois-Borgoña durante su señoría de los Países Bajos y probablemente estén destinados a recordar su crucial papel unificador en la historia de los Países Bajos. El disco central inverso lleva un monograma coronado "W" (por el nombre en Inglés del rey Guillermo I) rodeado por una corona de laurel. La insignia cuelga de una corona real.
La estrella de la Gran Cruz es una estrella plateada de 8 puntas con rayos rectos; el anverso de la insignia de la Orden, menos la corona, aparece en su centro.
La cruz del pecho del Comandante es completamente idéntica al anverso de la insignia de la Orden.
La cinta de la Orden es de color naranja (Casa Real de Orange) con rayas azules (Nassau-blue) cerca de la frontera.

## Juramento de caballería
El juramento que debe hacer el galardón a la Orden Militar de Guillermo dice: "Juro que me conduciré como un Caballero fiel y valiente, para estar siempre listo para defender al Rey y al País con mi Vida y con todos mis Poderes para siempre lucha por ser digno de esta Distinción, que el Rey me ha otorgado. Así me ayúdame, Dios todopoderoso ".

## Miembros vivos actuales

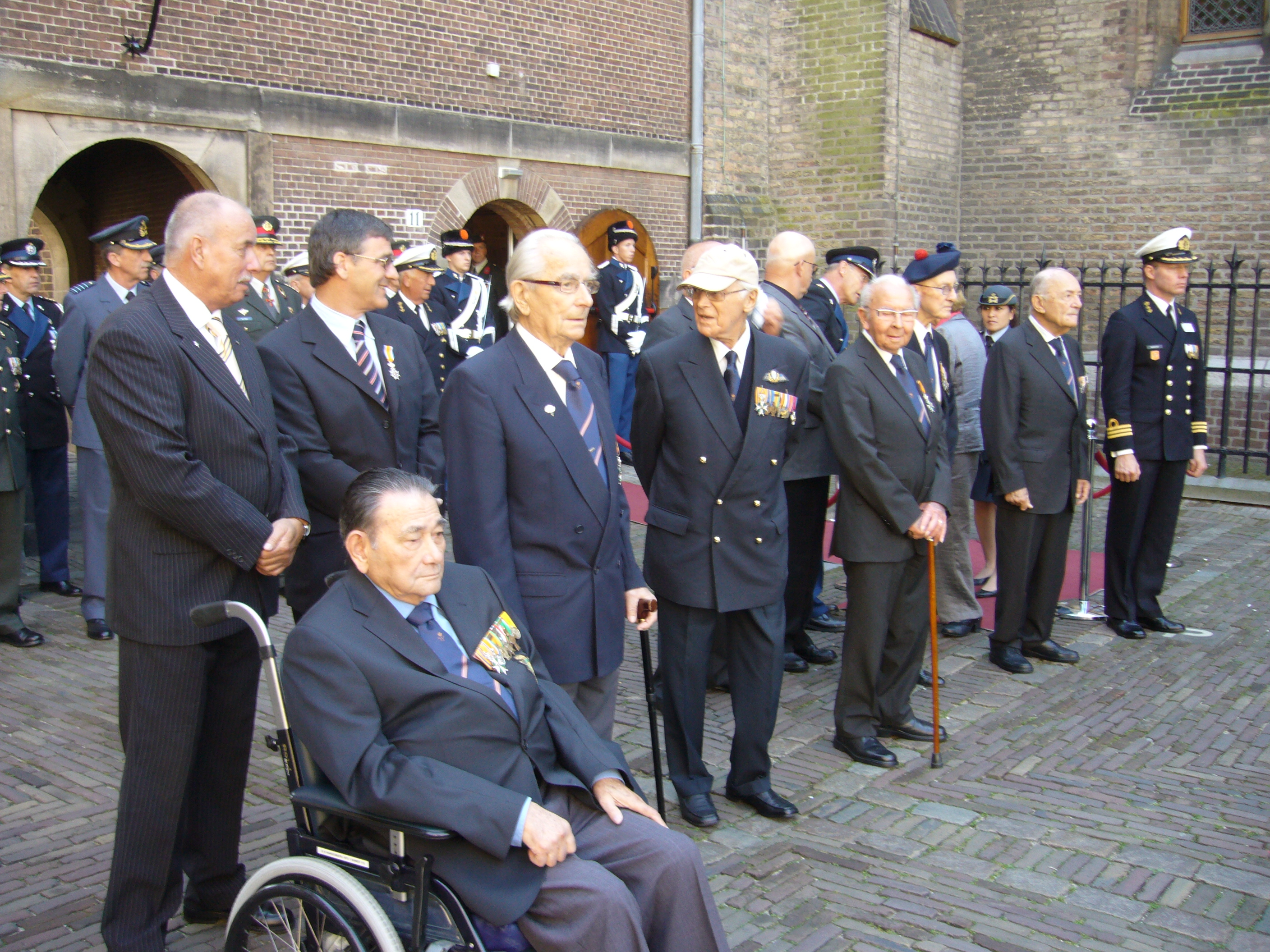
Seis caballeros de la Orden Militar William en el Binnenhof (La Haya, Países Bajos) el 29 de mayo de 2009.

A partir de 2019, solo hay cuatro caballeros vivos de la Orden Militar de Guillermo; uno tiene más de 100 años. Debajo, una lista de los nombres de los caballeros vivos, en orden de orden. Entre paréntesis, la fecha en que fueron incluidos en la Orden:
- Reino Unido: Mayor Kenneth Mayhew (24 de abril de 1946)
- Países Bajos: Mayor Marco Kroon (29 de mayo de 2009)
- Países Bajos: Teniente Coronel Gijs Tuinman (4 de diciembre de 2014)
- Países Bajos: Mayor Roy de Ruiter (31 de agosto de 2018)

## Privilegios
Los miembros de la orden militar de Guillermo tienen derecho a los siguientes privilegios:
- cuando muestran las condecoraciones de la orden, los miembros deben ser saludados por todos los miembros del ejército holandés.
- una vez al año, todos los miembros de la orden son invitados por el monarca reinante a la celebración en el palacio real del Ridderdag (Día del Caballero).
- los miembros de la orden reciben del Estado una pensión anual.
- los miembros de la orden tienen asientos VIP reservados en las ceremonias militares neerlandesas, en el Prinsjesdag (día en el que el monarca pronuncia un discurso ante el Parlamento) y en los funerales de Estado.

- Datos: Q1521491
- Multimedia: Militaire Willems-Orde / Q1521491